# Traité d'Helsinki
Le traité d'Helsinki (finnois : Helsingin sopimus, suédois : Helsingforsavtalet) est un accord de coopération entre le Danemark, la Finlande, l'Islande, la Norvège et la Suède.

## Présentation
Le traité a été signé à Helsinki le 23 mars 1962 et est entré en vigueur le 1er juillet 1962.
Il a été modifié en 1971, 1974, 1983, 1985, 1991 et 1995. 
Les modifications les plus récentes sont entrées en vigueur le 2 janvier 1996. 
Le traité définit le cadre de la coopération nordique au sein du Conseil nordique et du Conseil nordique des ministres.
Le préambule de l'accord stipule, entre autres, que les pays nordiques :
- promouvront la communauté étroite qui existe entre les peuples nordiques tant dans la culture que dans le droit et la société ;
- visent à mettre en œuvre des lois uniformes dans les pays nordiques de toutes les manières possibles ;
- souhaitent renouveler et développer la coopération nordique à la lumière de la participation accrue des pays nordiques à la coopération européenne.

Chaque année, la signature est commémorée par le jour nordique (sv).